# Route nationale 585
Pour les articles homonymes, voir Route 585.
La route nationale 585 ou RN 585 était une route nationale française reliant Vieille-Brioude à Châteauneuf-de-Randon. À la suite de la réforme de 1972, elle a été déclassée en RD 585 dans la Haute-Loire et en RD 985 en Lozère.
Jusqu'à la réforme de 2006, il existait une RN 585 qui assurait le contournement sud de Tours entre l'A85 et la RN 143 ; cette route a été déclassée en RD 37.

## Ancien tracé de Vieille-Brioude à Châteauneuf-de-Randon (D 585 et D 985)
- Vieille-Brioude
- Villeneuve-d'Allier
- Lavoûte-Chilhac
- Langeac
- Chanteuges
- Saugues
- Esplantas
- Grandrieu
- Châteauneuf-de-Randon